# Nesomys narindaensis
Nesomys narindaensis é um roedor extinto que habitava o noroeste de Madagascar. Conhecido por ossos cranianos subfósseis danificados e molares isolados encontrados em vários locais durante trabalhos de campo iniciados em 2001, foi descrito pela primeira vez em 2010. A espécie é classificada no gênero Nesomys, ao lado de três espécies vivas menores, que podem diferir em alguns detalhes da morfologia dos molares. A presença de N. narindaensis, um elemento raro na fauna local de roedores, sugere que a região era anteriormente mais úmida.

## Taxonomia
Restos de Nesomys narindaensis foram descobertos durante expedições no noroeste de Madagascar, iniciadas em 2001. A espécie foi descrita em um artigo de 2010 por Pierre Mein e colegas, junto com outro roedor extinto, Brachytarsomys mahajambaensis [en]. O nome específico, narindaensis, refere-se a um dos locais onde a espécie foi encontrada. N. narindaensis é colocado no gênero Nesomys, junto com três espécies vivas menores: N. audeberti, N. lambertoni e N. rufus. O gênero Nesomys é classificado na subfamília Nesomyinae, exclusiva de Madagascar, pertencente à família Nesomyidae, que inclui diversos roedores africanos.

## Descrição
Nesomys narindaensis é conhecido por um crânio danificado, sem a parte posterior, uma mandíbula com os dois primeiros molares (m1 e m2) e quatro molares isolados (um primeiro molar superior, M1, um terceiro molar superior, M3, e dois m2). É maior que cada uma das três espécies vivas, e o material conhecido difere delas em alguns detalhes que podem não se manter em amostras maiores. O comprimento total do crânio é de 61,3 mm, maior que na maior espécie viva, N. lambertoni (50,3–53,8 mm). A largura do palato entre os M1 é de 8,7 mm (7,2–7,9 mm em N. lambertoni), e o comprimento da fileira dentária superior é de 9,04 e 9,16 mm nos dois lados do crânio (7,2–7,9 mm em N. lambertoni).
O M1 tem coroa plana. O anterolofo, uma crista na parte frontal do dente, não apresenta um pequeno esporão acessório presente em N. rufus. O paracone, uma das principais cúspides, é bastante pequeno, sendo mais proeminente em N. rufus. O mesolofo, uma crista no meio do dente, é distinto, mas curto, e está posicionado mais para trás do que em N. rufus. O M2 apresenta um mesolofo mais longo. O M3 é majoritariamente de coroa plana, mas o paracone é ligeiramente mais elevado que o restante. O vale entre as cúspides frontais é mais profundo que os vales posteriores. Cada molar superior possui três raízes.
O m1 é longo e estreito. O anteroconídio, a cúspide frontal do dente, é orientado perpendicularmente ao eixo principal do dente e, no lado lingual (interno), é separado da cúspide metaconídio. O protoconídio, outra cúspide no lado labial (externo), está conectado em sua parte posterior a uma crista longitudinal, que ancora a crista transversal mesolofídeo e, em seguida, une-se à cúspide hipoconídio labial. À frente do hipoconídio, há um ectostilídeo (uma cúspide menor). A cúspide entoconídio, localizada no lado lingual, é relativamente alta e separada do mesolofídeo por um vale profundo. Outra crista, o posterolofídeo, está presente atrás do hipoconídio. No m2, as cristas conhecidas como anterolofídeo e cíngulo anterolabial estão presentes antes do protoconídio e do metaconídio. Como no m1, há um mesolofídeo transversal e um ectostilídeo. O hipoconídio e o entoconídio estão presentes, assim como o posterolofídeo atrás deles. No posterolofídeo, há um pequeno vale ausente em N. rufus. Tanto o m1 quanto o m2 possuem duas raízes; o m3 é desconhecido.

## Distribuição e ecologia
Restos de Nesomys narindaensis foram encontrados nos sítios de Antsingiavo, Ambongonambakoa e Ambatomainty, no noroeste de Madagascar, datados do final do Pleistoceno (126.000 a 10.000 anos atrás) e início do Holoceno (menos de 10.000 anos atrás). O gênero Nesomys é um elemento raro na fauna de roedores, dominada por várias espécies de Eliurus e Macrotarsomys. As espécies modernas de Nesomys vivem no solo no leste (N. audeberti e N. rufus) e no oeste (N. lambertoni) de Madagascar. A única espécie ocidental sobrevivente, N. lambertoni, está restrita a uma área de carste úmida remanescente; a presença de N. narindaensis e de Brachyuromys mahajambaensis sugere que o ambiente passado no noroeste de Madagascar também era mais úmido. Restos subfósseis de Nesomys foram registrados em outros locais no noroeste de Madagascar, mas não foram descritos.